# Дві ночі з Клеопатрою
«Дві ночі з Клеопатрою» (італ. Due notti con Cleopatra) — італійський фільм 1954 року режисера Маріо Маттолі з Софі Лорен у ролі Клеопатри.

## Сюжет
Цариця Єгипту Клеопатра, дружина імператора Марка Антонія, коли він виїжджає проводить ночі в компанії котрогось зі своїх охоронців, якого на наступний день знаходять отруєним, щоб він нічого не зміг розповісти. Римський солдат Чезаре, який також служить в охороні, теж попадає до покоїв цариці. Чи вдасться йому вижити?

## Ролі виконують
- Софі Лорен — Клеопатра / Ніска
- Альберто Сорді — Чезаріно
- Еторе Мані[it] — Марк Антоній
- Пауль Мюллер — Тортул
- Нандо Бруно[it] — легіонер
- Джакомо Фурія[it] — купець
- Рікардо Гароне — Венус, офіцер охорони

## Навколо фільму
- У фільмі переплелися кохання і смерть. Клеопатра отруює своїх коханців, але і вона також закінчує самогубством. Її самогубство мало надзвичайний успіх у мистецтві від кінця Середньовіччя до наших днів.[2]